# Urotsukidoji
Urotsukidoji (超神伝説うろつき童子, Chōjin Densetsu Urotsukidōji) és un manga i posteriorment també un anime creat per Toshio Maeda de gènere eròtic grotesc, apocalíptic i fantasia. Gaudí de bastant popularitat per ser polèmic i innovador.
L'any 2000 un gestor d'una botiga de còmics fou declarat culpable d'obscenitat per la venda d'aquest còmic.
La combinació de sexe, màgia, terror i amor que hi ha a l'argument d'aquestes obres segueix les convencions dels textos de terror fantàstic de l'era Edo tardana. Alhora beu de la influència de la pel·lícula eròtica de la nova onada Kabe No Naka No Himegota del 1965 dirigida per Koji Wakamatsu quant a l'ambient universitari.
És destacable l'aparició de sexe amb tentacles, influència provinent dels shunga de Hokusai i estratègia per a evitar cometre un delicte respecte la legislació japonesa.
L'animació fou qualificada com a NC-17 als Estats Units d'Amèrica a la dècada del 1990.
Tal va ser el seu èxit a Espanya durant els 90 que el famós raper conegut com El Chojin pren el seu nom artístic del déu de la sèrie.

## Argument
Hi ha una profecia sobre el chojin, senyor del mal i creador dels tres mons (l'humà, els dels dimonis o makai i el dels semihumans semidimonis o jukinkai) fa 3.000 anys tornarà renaixent i restablirà un ordre que afavoreix els jukinkai. Quan apareix aquest chojin, aquest està molt dèbil i requereix tindre relacions sexuals per a recuperar la capacitat assolible.
La seua recuperació provocà que el món dels humans siga un escenari apocalíptic destructiu.
Quant a la relació entre la primera OVA i les altres no hi ha continuïtat considerada canònica.

## Manga
Fou publicat originalment per WANIMAGAZINE en sis volums des de 1986 fins a 1987.
CPM Manga publicà una versió en anglès des de l'any 2002 fins al 2003.
El 2016 Fakku mitjançant el finançament col·lectiu edità i publicà el còmic mentre que al mateix any el publicà Yowu Entertainment. El mateix any Yowu Entertainment publicà el primer volum a Espanya.

## Anime
Originalment s'estrenaren el 1989 la primera part de la sèrie (dirigida per Hideki Takayama), el 1992 la segona i el 1993 la tercera (de quatre episodis). Les obres foren traduïdes a l'anglès respectivament el 1992 (com a Urotsuki Doji: Legend of the Overfiend), el 1993 i el 1993 respectivament.
Entre 1992 i el 2000 el British Board of Film Classification obligà a dur a terme modificacions per a permetre la seua distribució al Regne Unit. Era considerat una amenaça per a la societat britànica. El 1992 fou projectat a una pantalla d'un festival a Londres. El 1993 fou projectat a una pantalla a Nova York. CPM pretengué publicar l'anime el 1993, sent un èxit comercial. El 1999, a Dallas (Texas), un venedor de còmics fou arrestat per vendre-li dos còmics, un d'aquests era un manga d'Urotsukidoji. Més tard fou soltat.
Els títols de la sèrie d'OVAs a Espanya són: Urotsukidōji: La Leyenda del Señor del Mal, Urotsukidōji 2: El nacimiento del Señor del Mal i Urotsukidōji 3: El Regreso del Señor del Mal.
Es van crear diverses OVA, sent l'última creada el 2004.
El 2011 Critical Mass Video tragué a la venda un remake en format DVD anomenat Urotsukidoji: New Saga.

## Rebuda
A Anime News Network el crític Paul Chapman qualificà l'anime de bastant bo, assenyalant que trobava la sèrie sorprenent.